# Єзупільський замок
Єзупі́льський за́мок — середньовічна фортифікаційна споруда у Єзуполі, прикордонний замок Речі Посполитої. До нашого часу не зберігся.

## Історія
Замок був заснований у 16 столітті біля злиття річки Бистриця у Дністер. Власником дерев'яно-земляного замку був польський шляхтич Якуб Потоцький, брацлавський воєвода. Згорів до тла під час облоги татарськими військами, бо випадково запалився порох, який зберігався в фортеці. Якубові Потоцькому вдалося успішно втекти з замку, проходячи повз ворогів. У 1598 році на місці зруйнованого замку був побудований костел і красивий домініканський монастир, як вираз подяки за порятунок. Землю під будівництво замку було подаровано Якубом Потоцьким.

## Архітектура
Достеменних відомостей про архітектуру замку не збереглося. Замок мав оборонні функції.
Ульріх фон Вердум 3-4 січня 1672 року, мандруючи краєм, залишив опис містечка: « Єзупіль стоїть серед добрих ґрунтів над озером і болотами, через які пливе мала ріка (Бистриця)… Під Єзуполем високий замок з кам'яними укріпленнями та кам'яний Домініканський монастир з гарним, добре збудованим костелом оточені викладеним ровом. Місто має і свої земляні вали і рови з кількома бічними укріпленнями у вигляді малих веж…».
Довкола міста були вали, а вода з Бистриці та навколишніх ставків стікала в рів, який оточував Єзупіль з усіх боків. На в'їзді зі сходу та заходу стояли дві брами. Біля східного в'їзду на куті, по праву руку стояв кляштор, зліва, ближче до брами — замок. Центр містечка творив ринок, збудований в квадрат, за ним вздовж валів йшли вулички звані «затилами»… Замок і кляштор були обнесені валами, і тільки через підйомні мости можна було дістатися до них. Крім того, кляштор і замок мали добрі укріплення, тож могли оборонятися в разі, якщо містечко було би взя-те ворогами. Минаючи глибокий рів, який відділяв замок від міста, через браму можна було потрапити на невеличке замкове подвір'я, на яке виходили вікна кімнат. Назовні в замкових стінах виднілися бійниці. Сам замок був одноповерховий, збудований у квадрат з цегли та каменю. З чотирьох його боків були вибудовані вежі, з яких відкривався чудовий краєвид на околицю.

## Виноски
1. 1 2  Filip Sulimierski, Bronisław Chlebowski, Władysław Walewski: Słownik geograficzny Królestwa Polskiego i innych krajów słowiańskich, t. III. Warszawa: 1880–1902, s. 581.
2. 1 2  Jezupol. Процитовано 15.08.2013.